# Équipe cycliste RTS-Monton Racing
L'équipe cycliste RTS-Monton Racing (anciennement Giant Asia Racing, chinois simplifié : 捷安特亚洲队 ; chinois traditionnel : 捷安特亞洲隊 ; pinyin : Jiéāntè Yàzhōu duì ; litt. « Équipe Asie Géante ») est une équipe cycliste continentale taïwanaise participant aux circuits continentaux de cyclisme et en particulier l'UCI Asia Tour.

## Principales victoires

### Course par étapes
- Tour de Okinawa : Paul Redenbach (2002)
- Perlis Open : Jamsran Ulzii-Orshikh (2002)
- Tour de Corée : Tang Xuezhong (2002), Glen Chadwick (2003), David McCann (2005) et Tobias Erler (2006)
- Tour d'Iran - Azerbaïdjan : Ahad Kazemi (2003), Ghader Mizbani (2005 et 2006) et Hossein Askari (2007)
- Tour de Taiwan : Ghader Mizbani (2003), Ahad Kazemi (2005) et David McCann (2010)
- Tour de Turquie : Ahad Kazemi (2004) et Ghader Mizbani (2006)
- FBD Insurance Rás : David McCann (2004)
- Kerman Tour : Hossein Askari (2005) et Ghader Mizbani (2006)
- Milad De Nour Tour : David McCann (2005) et Ghader Mizbani (2006, 2007)
- Tour d'Indonésie : Hossein Askari (2005) et David McCann (2006)
- Tour de Java oriental : Ahad Kazemi (2005) et Ghader Mizbani (2006)
- Tour du Siam : Jai Crawford (2007)
- Tour de Thaïlande : Ahad Kazemi (2007) et Alex Coutts (2008)
- Tour des Philippines : David McCann (2010)
- Jelajah Malaysia : David McCann (2010)
- Tour de Chine : Muradjan Khalmuratov (2011) et Boris Shpilevsky (2014)
- Tour de Fuzhou : Rahim Emami (2013)

### Courses d’un jour
- Dwars door het Hageland : Gordon McCauley (2003)
- Melaka Governor Cup : David McCann (2010)

### Championnats nationaux

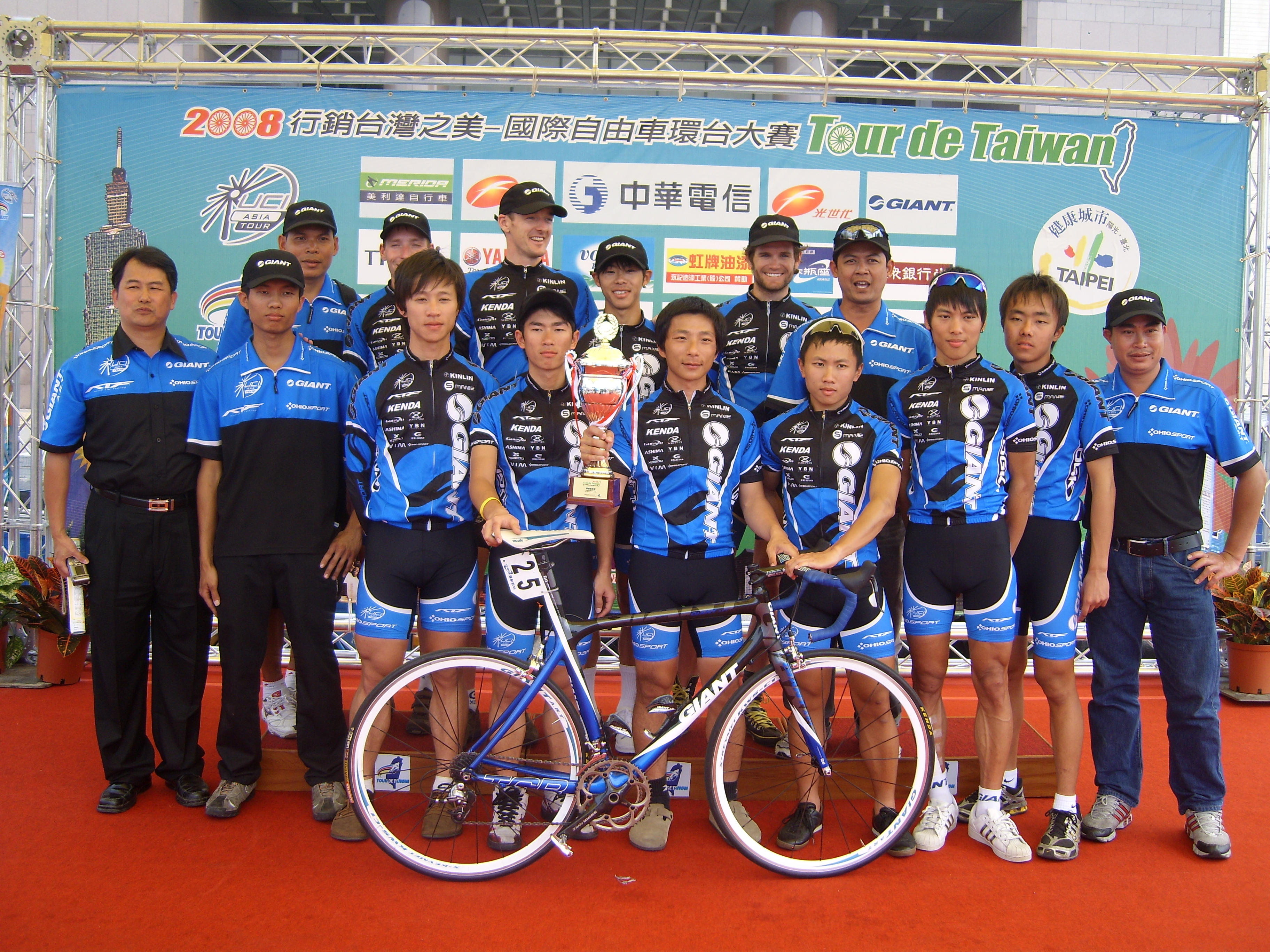
L'équipe lors du Tour de Taiwan de 2008

- Championnats de Corée du Sud sur route : 1
  - Course en ligne : 2015 (Park Sang-hong)
- Championnats d'Iran sur route : 3
  - Course en ligne : 2007 (Ghader Mizbani)
  - Contre-la-montre : 2006 (Ghader Mizbani) et 2007 (Hossein Askari)
- Championnats d'Irlande sur route : 4
  - Course en ligne : 2006 (David McCann)
  - Contre-la-montre : 2004, 2005 et 2010 (David McCann)
- Championnats du Kirghizistan sur route : 2
  - Course en ligne : 2010 (Eugen Wacker)
  - Contre-la-montre : 2010 (Eugen Wacker)
- Championnats d'Ouzbékistan sur route : 3
  - Course en ligne : 2013 (Muradian Khalmuratov) et 2014 (Ruslan Karimov)
  - Contre-la-montre : 2013 (Muradian Khalmuratov)
- Championnats de Nouvelle-Zélande sur route : 1
  - Contre-la-montre : 2003 (Gordon McCauley)

## Classements UCI
Jusqu'en 1998, les équipes cyclistes sont classées par l'UCI dans une division unique. En 1999 le classement UCI par équipes est divisé entre GSI, GSII et GSIII. L'équipe est classée parmi les Groupes Sportifs III (GSIII), la troisième division des équipes cyclistes professionnelles. Les classements donnés ci-dessous sont ceux de la formation en fin de saison.
| Saison | Classement par équipes | Meilleur coureur au classement individuel |
| ------ | ---------------------- | ----------------------------------------- |
| 2002   | 13e (GSIII)            | Jamsran Ulzii-Orshikh (732e)              |
| 2003   | 13e (GSIII)            | Glen Chadwick (640e)                      |
| 2004   | 19e (GSIII)            | David McCann (354e)                       |

Depuis 2005, l'équipe participe aux circuits continentaux et principalement à des épreuves de l'UCI Asia Tour. Les tableaux ci-dessous présentent les classements de l'équipe sur les différents circuits, ainsi que son meilleur coureur au classement individuel.
UCI America Tour
| Saison | Classement par équipes | Meilleur coureur au classement individuel |
| ------ | ---------------------- | ----------------------------------------- |
| 2015   | 45e                    | Mario Alberto Rojas (270e)                |
| 2016   | 14e                    | Mauricio Ortega (81e)                     |

UCI Asia Tour
| Saison | Classement par équipes | Meilleur coureur au classement individuel |
| ------ | ---------------------- | ----------------------------------------- |
| 2005   | 1re                    | Hossein Askari (4e)                       |
| 2006   | 1re                    | Ghader Mizbani (1er)                      |
| 2007   | 1re                    | Hossein Askari (1er)                      |
| 2008   | 7e                     | Erik Hoffmann (21e)                       |
| 2010   | 3e                     | David McCann (4e)                         |
| 2011   | 3e                     | Muradian Khalmuratov (2e)                 |
| 2012   | 64e                    | David McCann (274e)                       |
| 2013   | 9e                     | Muradian Khalmuratov (9e)                 |
| 2014   | 4e                     | Boris Shpilevsky (2e)                     |
| 2015   | 6e                     | Hossein Alizadeh (11e)                    |
| 2016   | 32e                    | Mauricio Ortega (104e)                    |
| 2017   | 8e                     | Mauricio Ortega (1er)                     |

UCI Europe Tour
| Saison | Classement par équipes | Meilleur coureur au classement individuel |
| ------ | ---------------------- | ----------------------------------------- |
| 2005   | 98e                    | Davide Bragazzi (562e)                    |
| 2006   | 76e                    | Ghader Mizbani (246e)                     |
| 2007   | 99e                    | Hossein Askari (484e)                     |
| 2008   | 110e                   | David McCann (556e)                       |
| 2010   | 97e                    | Eugen Wacker (457e)                       |
| 2011   | 98e                    | David McCann (511e)                       |
| 2012   | 112e                   | Martyn Irvine (605e)                      |
| 2013   | 120e                   | Boris Shpilevsky (899e)                   |
| 2014   | 125e                   | Ivan Kovalev (1057e)                      |
| 2017   | 109e                   | Polychronis Tzortzakis (571e)             |

UCI Oceania Tour
| Saison | Classement par équipes | Meilleur coureur au classement individuel |
| ------ | ---------------------- | ----------------------------------------- |
| 2006   | 8e                     | David McCann (9e)                         |
| 2007   | 22e                    | Hossein Askari (62e)                      |
| 2017   | 18e                    | Luke Mudgway (74e)                        |

## RTS-Monton Racing en 2017[11]

### Effectif
| Cycliste               | Date de naissance | Nationalité      | Équipe 2016                 |
| ---------------------- | ----------------- | ---------------- | --------------------------- |
| Eugenio Bani           | 13 janvier 1991   | Italie           | Amore & Vita-Selle SMP      |
| Chuang Wen-yen         | 16 décembre 1994  | Taïwan           | RTS-Monton Racing           |
| Chung Hsiang-yu        | 30 avril 1990     | Taïwan           | RTS-Monton Racing           |
| Artur Fedosseyev       | 29 janvier 1994   | Kazakhstan       | Suspension                  |
| Vadim Galeyev          | 7 février 1992    | Kazakhstan       | Astana City                 |
| Gong Tae-min           | 9 février 1989    | Corée du Sud     |                             |
| Pedro Herrera          | 7 octobre 1986    | Colombie         | RTS-Monton Racing           |
| Huang Sung-pu          | 20 septembre 1990 | Taïwan           | RTS-Monton Racing           |
| Ruslan Karimov         | 22 mai 1986       | Ouzbékistan      | RTS-Monton Racing           |
| Richard Lawson         | 21 mars 1993      | Nouvelle-Zélande | TotalPOS Solutions          |
| Liu Jia-liang          | 23 septembre 1994 | Taïwan           | RTS-Monton Racing           |
| Paolo Lunardon         | 17 janvier 1992   | Italie           | Amore & Vita-Selle SMP      |
| Luke Mudgway           | 12 juin 1996      | Nouvelle-Zélande | Avanti IsoWhey Sports       |
| Mauricio Ortega        | 22 octobre 1980   | Colombie         | RTS-Monton Racing           |
| Carlos Ospina          | 10 septembre 1982 | Colombie         | RTS-Monton Racing           |
| Óscar Pachón           | 28 avril 1987     | Colombie         | GW Shimano                  |
| Cristian Peña          | 2 décembre 1991   | Colombie         |                             |
| Polychrónis Tzortzákis | 3 janvier 1989    | Grèce            | CC Villeneuve Saint-Germain |
| Carlos Urán            | 6 juin 1980       | Colombie         |                             |
| Wu Ping-han            | 11 juillet 1987   | Taïwan           |                             |

### Victoires
| Date | Course | Pays | Classe | Vainqueur |
| ---- | ------ | ---- | ------ | --------- |